# توقيت أفغانستان

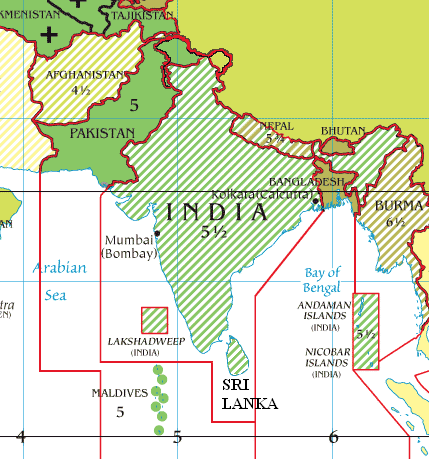

توقيت أفغانستان رسمياً هو ت ع م+04:30. أفغانستان لا تتبع التوقيت الصيفي.

## قاعدة بيانات المناطق الزمنية
إن المنطقة الزمنية لأفغانستان وفق قاعدة بيانات المناطق الزمينة (IANA) هي Asia/Kabul

## روابط خارجية
- التوقيت الان في أفغانستان